# بئر إنباج (الرقة)
بئر إنباج قرية سورية تتبع ناحية المنصورة في منطقة الثورة في محافظة الرقة. بلغ عدد سكانها 396 نسمة في عام 2004 حسب إحصاء المكتب المركزي للإحصاء.